# جديدة طلافح
جديدة طلافح (ويُطلق عليها أيضًا الجديدة أو جديدة القاهرة) هي قرية تقع محافظة حلب شمال سوريا، تتبع إداريًا لناحية زمار في منطقة جبل سمعان. تقع على الطريق الرئيسي الواصل بين مدينة حلب وبلدة جزرايا، وتبعد عن مركز مدينة حلب حوالي 45 كم إلى الجنوب.

## الجغرافيا
تقع القرية جنوب مدينة حلب، على الطريق الواصل الى حلب (طريق حلب-جزرايا) تحيط بها أراضٍ زراعية تعتمد على مياه الآبار، وتخترقها طرق ترابية تؤدي إلى القرى المجاورة.

## السكان
بلغ عدد سكان قرية جديدة طلافح حوالي 1000 نسمة حسب إحصاء عام 2004 الذي أجرته المكتب المركزي للإحصاء في سوريا. معظم السكان من عشيرة الحويوات التابعة لقبيلة البوشعبان.

## البنية التحتية
يوجد في القرية مسجد ومدرسة ابتدائية، شبكتا الكهرباء والهاتف تعرضتا للنهب خلال سنوات النزاع، وهي بحاجة إلى إعادة تأهيل بالكامل. يعتمد السكان حاليًا على الألواح الشمسية والمولدات الخاصة.

## شخصيات بارزة
- **الطيار عبد العزيز العبد** – طيار سابق في القوات الجوية السورية، انشق عن قوات النظام في الثمانينيات بعد رفضه تنفيذ أوامر بقصف المدنيين.
- **حمد العبد** – مختار سابق للقرية، وأحد أعلام عشيرة **الحويوات** من قبيلة **البوشعبان**. استُشهد تحت التعذيب في سجون النظام السوري عقب انشقاق ابنه الطيار عبد العزيز العبد.